# Verband Deutscher Sektkellereien
Im Verband Deutscher Sektkellereien e. V. sind die Sektkellereien in Deutschland organisiert. Er hat den Zweck, die allgemeinen gewerblichen Interessen seiner Mitglieder national
und international wahrzunehmen sowie diese in fachlichen Fragen zu beraten. Der Verband verfolgt keine eigenwirtschaftlichen Zwecke.

## Geschichte
Der Verband mit Sitz in Wiesbaden wurde am 2. März 1892 zur Wahrung gemeinsamer Interessen gegründet unter dem Namen Syndikat deutscher Schaumweinfabrikanten, das sich am 25. Juni 1895 in Verband Deutscher Schaumweinkellereien umbenannt hatte. Dem Syndikat gehörten zunächst 15 Sektkellereien an.
Der Verband verbreitete den neuen Begriff Sekt für Schaumwein in Deutschland. Nach dem Ende des Ersten Weltkriegs ließ der sogenannte Champagnerparagraph des Versailler Vertrags von 1919 die bisher übliche Bezeichnung Champagner nicht mehr zu. Der schon einige Jahre zuvor üblich gewordene Begriff Sekt wurde erstmals 1925 in den neuen Durchführungsbestimmungen zum Weingesetz offiziell verwendet.
1923 ging der Verband eine bis 1991 bestehende Bürogemeinschaft mit dem Verband Deutscher Weinbrennereien ein.
Nach der Machtergreifung der Nationalsozialisten wurde der Verband 1935 in die Fachgruppe Schaumweinindustrie der Wirtschaftsgruppe Lebensmittelindustrie umgewandelt.
Nach dem Zweiten Weltkrieg ließen die Besatzungsbehörden nur regionale Zusammenschlüsse zu. Deshalb gründeten sich ein Verband Deutscher Sektkellereien der französischen Zone (Leitung: Christian Adalbert Kupferberg) sowie ein Verband Deutscher Sektkellereien Großhessen (Leitung: Otto Schmidt von der Söhnlein Rheingold Sektkellerei).

## Aktueller Vorstand
2022 wurde folgender Vorstand gewählt:
- Christof Queisser, Rotkäppchen-Mumm Sektkellereien (Präsident)
- Markus Jost, Rüdesheimer Sektkellerei Ohlig (Vizepräsident)
- Christopher Baur, Kessler Sekt GmbH & Co. KG
- Dr. Andreas Brokemper, Henkell & Co. Sektkellerei
- Ralph Fischer, Sektkellerei Hans Sartor
- Oliver Gloden, Schloss Wachenheim AG
- Christian Meier, Sektkellerei J. Oppmann
- Christian Schätzle, Badischer Winzerkeller

## Präsidenten
- bis 1921: Hermann Joseph Hummel (Carl Burgeff)
- 1929–?: Christian Adalbert Kupferberg (Kupferberg)
- 1951–1989: Diether Hummel (Carl Burgeff)
- 1989–1999: Hanns Christof Wegeler (Deinhard)
- 1999–2007: Wolf H. Pröpsting (Henkell & Söhnlein)
- 2007–2013: Hans-Henning Wiegmann (Henkell & Söhnlein)
- 2013–2016: Wilhelm Seiler (Schloss Wachenheim)
- 2016–2019: Nikolaus Graf von Plettenberg (Sektmanufaktur Schloss VAUX)
- seit 2019: Christof Queisser (Rotkäppchen-Mumm Sektkellereien)